# واين ديفيس
واين ديفيس (بالإنجليزية: Wayne Davis)‏ هو لاعب كرة قدم أمريكية أمريكي، ولد في 17 يوليو 1963 في سينسيناتي في الولايات المتحدة، وتوفي في 16 مارس 2008.

## وصلات خارجية
- واين ديفيس على موقع مرجع كرة القدم المحترفة.كوم (الإنجليزية)